# Делия Скала
Делия Скала (итал. Delia Scala, 1929—2004) — итальянская балерина и актриса

.

## Биография
Скала, урождённая Одетт Бедоньи, родилась 25 сентября 1929 года в Браччано. Творческий псевдоним Делия Скала она взяла в честь миланского театра Ла Скала, в балетной школе которого училась. Сценический дебют юной актрисы состоялся в восьмилетнем возрасте в постановке «Петя и волк» Сергея Прокофьева
В неореалистическом фильме Луиджи Дзампы «Трудные годы» 17-летняя Скала исполнила одну из главных ролей. В следующие 12 лет она была весьма востребованной в итальянском кинематографе, снявшись почти в сорока фильмах. Среди них выделялись «Собачья жизнь» Марио Моничелли, где Скала сыграла юную работницу фабрики, которая ради славы и богатства уходит в шоу-бизнес, и комедия Эдуардо Де Филиппо «Неаполь. Город миллионеров», где партнёром актрисы был знаменитый комик Тото, с которым она позже вновь снялась в картине «Синьорами рождаются» и «Красавицы на велосипедах».
Наибольшую известность Скала получила не своими киноработами, а телевизионной карьерой, подкупала зрителей своей внешностью и танцевальными талантами, мастерски исполняла канкан. В 1956 году она получила работу на телеканале RAI, где сделала себе имя в музыкальном шоу-варьете «Canzonissima», которое она вела в 1959 году вместе с Нино Манфреди. До конца 1990-х Скала продолжала работать на телевидении, в основном в шоу-варьете. Последней её работой был ситком «Я и мама» канала Mediaset.
Делия Скала скончалась после тяжёлой болезни 15 января 2004 года в Ливорно.

## Личная жизнь
Скала трижды была замужем. Впервые вышла замуж в весьма юном возрасте за военного-грека Ники Мелитсаноса, который бросил её в 1946 году. Позже брак был аннулирован. В 1950-х года Скала состояла в отношениях с автогонщиком Эудженио Кастеллотти, их роман широко освещался в прессе. Кастеллотти погиб в 1957 году. В 1967 году Скала вышла замуж за Пьеро Джанноти, с которым прожила до его смерти в 1982 году. Третьим и последним мужем актрисы был Артуро Фремура, за которого она вышла в 1984 году, овдовела в 2001 году. У неё было четверо детей.